# Vasilij Balabanov
Vasilij Vasiljevič Balabanov (rusky: Василий Васильевич Балабанов) (30. ledna 1873 Bachmut – 27. ledna 1947 Vancouver) byl na Ukrajině narozený úředník carského Ruska, guvernér Ruského Turkestánu v poslední etapě vývoje Ruského impéria a organizátor masivní ruskojazyčné kolonizace této oblasti. Ruský Turkestán zahrnoval území dnešních států Kazachstán, Kyrgyzstán, Turkmenistán, Tádžikistán a Uzbekistán. Migrační příliv z druhé poloviny 19. století je dnes v těchto zemích vnímán rozporuplně a jako rusifikační, neboť snížil etnickou majoritu domorodých národů a někde z nich dokonce udělal menšinu.

## Život
V roce 1894 promoval na Moskevské univerzitě a vrátil se na rodinné panství v Bachmutu. V roce 1905 navštívil jih Ruské říše (střední Asii). Byl ohromen rozlehlostí neobydlených oblastí a dostupností úrodné půdy. Napadlo ho, že by to byla cesta, jak zlepšit situaci chudých ruských rolníků. Připravil rozsáhlý kolonizační plán, který nabídl ruské imperiální vládě. Získal její podporu a byl pověřen realizací plánů, přičemž byl označován neformálním titulem „ministr pro přesídlení“. Kolonizace zpočátku značně drhla a projekt se zdál neúspěšný. Vše změnila prohraná rusko-japonská válka, po níž se k osídlení přihlásily tisíce propuštěných vojáků a jejich rodin. Vznikl tak bezprecedentní migrační příliv. Roku 1913 byl Balabanov jmenován generálním guvernérem Ruského Turkestánu. Pracoval na stejné pozici i po pádu carského režimu pro Prozatímní vládu. Vstoupil do Strany socialistů-revolucionářů. Když vypukla občanská válka, přidal se k bílým. Byl několikrát uvězněn rudými, ale vždy vyvázl. V roce 1920 s pomocí kozáka Alexandera Dutova uprchl do Číny. Bolševici na jeho zabití vypsali odměnu 10 000 rublů, načež na něj byl spáchán atentát. Uprchl tedy přes poušť Gobi (což značilo půlroční strastiplnou cestu) do Chan-kchou. Zde strávili on a jeho rodina šest let. Poté s pomocí západních misionářů v Šanghaji emigrovali do kanadského Vancouveru. Následujících dvacet let pracoval jako dělník, protože se nikdy nenaučil anglicky.